# Afrocanthium rondoense
Afrocanthium rondoense är en måreväxtart som först beskrevs av Diane Mary Bridson, och fick sitt nu gällande namn av Henrik Lantz. Afrocanthium rondoense ingår i släktet Afrocanthium och familjen måreväxter. IUCN kategoriserar arten globalt som starkt hotad. Inga underarter finns listade i Catalogue of Life.